# Adriano Pittanti
Adriano Pittanti fue un escultor y marmolista italiano afincado en Brasil y activo a finales del siglo XIX.
Sus orígenes son desconocidos. Según la tradición, en Italia se unió al movimiento Giovane Italia y luchó junto a Giuseppe Garibaldi, siendo herido, encarcelado y acusado de anarquista. En 1868 apareció en Porto Alegre, abriendo al año siguiente un taller de mármol y escultura decorativa, arquitectónica y monumental. Tres años más tarde, su hermano Domenico se le unió en el negocio. Como el preciado mármol de Carrara era demasiado caro, decidió explotar el mármol local, extraído de las minas de Encruzilhada.
La Casa Pittanti se convirtió en una de las más importantes de su género en la ciudad. Carlo Fossati fue su socio durante algún tiempo. El taller presentó varias piezas de mármol de gran tamaño en la sección de artes de la Gran Exposición Comercial e Industrial de 1875, entre ellas un monumento dedicado a los Voluntarios de la Patria, una estatua de un ángel, una fuente y dos leones, así como una serie de elementos decorativos de cemento para fachadas, recibiendo grandes elogios. Al año siguiente, una pieza fue seleccionada para formar parte de la representación brasileña en la Exposición Universal de Filadelfia', Estados Unidos. En 1877 creó una estatua en honor al Padre José Inácio de Carvalho Freitas, y fue galardonado con una medalla de oro en la Exposición Brasileño-Alemana de 1881, en Porto Alegre.
Su taller también realizó el primer monumento público de Porto Alegre, una estatua que representa al Conde de Porto Alegre, en 1884, instalado por primera vez en la Praça da Matriz, hoy Plaza Conde de Porto Alegre, muy elogiado en la prensa y probablemente realizado en colaboración con Fossati.